# Сиврак на Дордоњи
Сиврак на Дордоњи (фр. Civrac-sur-Dordogne) је насеље и општина у југозападној Француској у региону Аквитанија, у департману Жиронда која припада префектури Либурн.
По подацима из 2011. године у општини је живело 222 становника, а густина насељености је износила 114,43 становника/km². Општина се простире на површини од 1,94 km². Налази се на средњој надморској висини од 6 метара (максималној 10 m, а минималној 2 m).

## Демографија
| 1962. | 1968. | 1975. | 1982. | 1990. | 1999. | 2011. |
| ----- | ----- | ----- | ----- | ----- | ----- | ----- |
| 147   | 182   | 189   | 191   | 206   | 225   | 222   |

График промене броја становника у току последњих година